# Касперович Станіслав Іванович
Станіслав Іванович Касперович (1896 — ?) — радянський діяч, голова виконавчого комітету Херсонської окружної ради.

## Життєпис
Працював вчителем.
Член РСДРП(б) з 1916 року.
Два місяці служив у Червоній армії. 
У 1921 році — голова Херсонської міської ради.
У квітні 1924 — квітні 1925 року — голова виконавчого комітету Херсонської окружної ради.
Подальша доля невідома.